# Період круглої голови

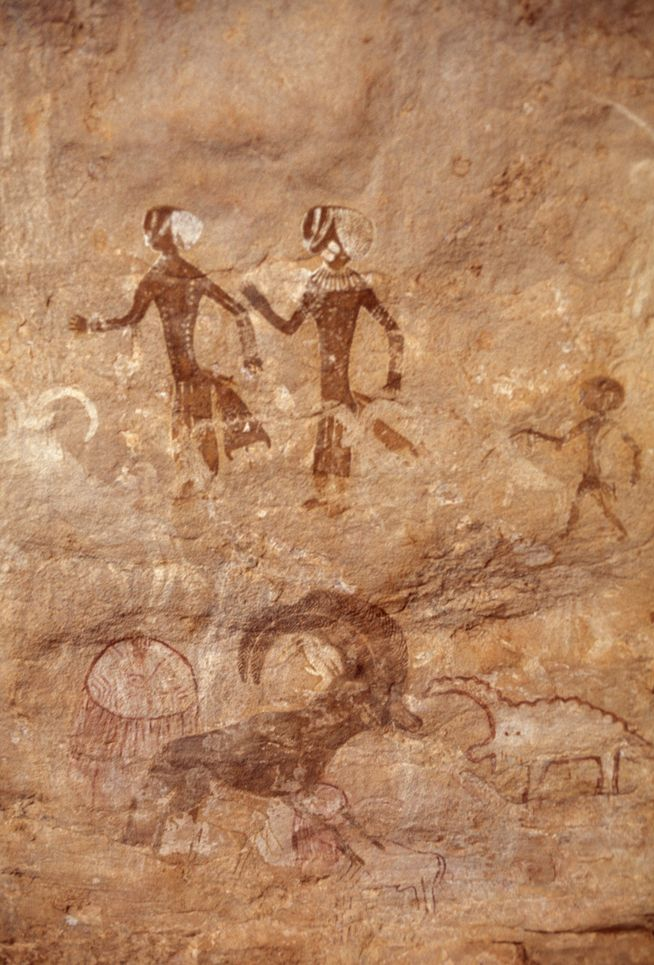
Фігури з круглою головою та зооморфні фігури, включно з берберійською вівцею

Наскальне мистецтво з круглою головою є найдавнішою намальованою, монументальною формою наскального мистецтва Центральної Сахари, яка створювалася з 9500 до 7500 років до нашої ери і припинилася 3000 BP. Періоду круглої голови передує період Кель Ессуфа, а потім пастирський період . У Центральній Сахарі наскальні зображення круглої голови налічують до кількох тисяч зображень. Люди та неприборкані тварини зазвичай зображуються з різноманітними деталями (танці, церемонії, маски, духовні форми тварин) у наскаленому мистецтві з круглою головою. Розмальоване наскальне мистецтво з круглою головою та вигравіруване наскальне мистецтво Кела Ессуфа зазвичай мають один і той самий регіон, а іноді й ті самі укриття. Наскальне мистецтво круглої голови Тассілі та навколишніх гірських районів має схожість з традиційними африканськими культурами на південь від Сахари .
На початку 10 тисячоліття до нашої ери, в епіпалеоліті, стіни скельних укриттів Тін Торкха, Тін Ханакатен використовували як фундаменти для протосільських будинків, в яких жили сім'ї, а також вогнищ, які могли бути придатними для пересувних. спосіб життя напівосілих епіпалеолітичних полювання. Епіпалеолітичні мисливці-збирачі побудували просту кам'яну стіну, датовану 10 508 ± 429 кал. ні. У 10 000 р. до н. е. Епіпалеолітичні мисливці-збирачі певною мірою займалися обробкою флори і були фахівцями у використанні берберійських овець. Хоча рідкісні, але також використовувалися керамічні та літичні комплекси. Епіпалеолітичні мисливці особливо полювали на берберійських овець, а також використовували кераміку та основні літні споруди з 10 000 до 8800 років до нашої ери. Епіпалеолітичні мисливці, які володіли витонченою громадською організацією, а також винятковими кам'яними знаряддями праці та керамікою, створили наскальне мистецтво «Кругла голова». У період раннього голоцену мисливці епіпалеоліту та мезоліту, які створили вишукану матеріальну культуру (кам'яні знаряддя, прикрашені керамікою в стилі наскельного мистецтва ще в 10 тис. до н. е., знаходяться в області Лівії, Алжиру, Нігерії та регіон Нігер.
На тлі ранньої Сахари наскельні художники Круглоголового, які мали витончену культуру та займалися полюванням і збиральництвом, також розробляли кераміку, використовували рослинність і твариість. Культурне значення пастуших берберійських овець показано через наскальне мистецтво круглої голови по всій Центральній Сахарі. Барберійські вівці були загороджені в закритих літичних зонах поблизу печери Уан-Афуда. Від 9500 років до нашої ери це тривало до початку пастирського неоліту в Сахарі. Між 7500 р. до н. е. і 3500 р. до н. е., серед Зеленої Сахари, розводили, зберігали та готували неприборкану флору центральної Сахари, а приручених тварин, доїли й керували мисливцями-збирачами поблизу скель Такаркорі, що є репрезентативним ширшої Сахари; це тривало до початку пастирського неоліту в Сахарі.
Між 8800 до 7400 років до нашої ери мезолітичні мисливці-збирачі полювали на різних тварин і використовували численні технології шліфування та лущення каменю та кераміки з метою покращення загальної кількості зібраної неприборканої рослинності. Мисливці-збирачі мезоліту використовували кераміку, що пов'язано з посиленим заселенням і набуттям неприборканої рослинності, а також значним використанням літового шліфувального знаряддя між 8800 р. н. е. і 7400 р. н. е. В Мезолітичних поселеннях мисливців-збирачів у Уан-Афуді були залишки кошиків із неприборканою рослинністю та шнурами, які датуються між 8700 р. н. е. і 8300 р. н. е.

## Класифікації
Наскальне мистецтво поділяється різні групи на основі факторів. 
У 5000 р. до нашої ери буйвол в Африці зазнав масового вимирання; отже, вигравірувані кам’яні зображення цих макроскопічних, неприборканих буйволів у незакритих зонах наскального мистецтва привели до того, що їх ідентифікували як Бубалін.  На противагу цьому, розташоване в закритих зонах наскального мистецтва, є вигравіруване мистецтво Кел Ессуфа, на якому зображені короткорукі маленькі людські образи з ногами та придатками пеніса. 
Людські та неприборкані тварини зазвичай зображуються з різноманітними деталями у наскаленому мистецтві Круглоголового.  Розмальовані наскельні малюнки з круглою головою та вигравірувані наскальні малюнки Кела Ессуфа зазвичай мають однаковий регіон, а іноді й ті самі кам’яні укриття, на відміну від вигравіруваного наскального мистецтва Бубалін, які рідко з’являються в зонах наскального мистецтва, де переважно зображено наскальне мистецтво круглої голови. 
У порівнянні з намальованим наскальним мистецтвом з круглою головою, на додаток до його методу виробництва мистецтва, зображення прирученої худоби – це те, що робить вигравіруване/розмальоване пастирське наскельне мистецтво відмінним; ці чіткі зображення в Центральній Сахарі слугують свідченням того, що в регіон входять різні групи населення.  Зменшення появи великих неприборканих організмів і збільшення появи одногорбих верблюдів і коней, зображених на останніх наскальних зображеннях (наприклад, Пастораль, Верблюд, Кабеллін) по всій Сахарі, є доказом того, що Зелена Сахара зазнає посиленого висихання. 

## Хронологія
Для наскального мистецтва Сахари найбільш спірною серед академічних дебатів залишилася тема хронології.  Round Head, Kel Essuf і Bubaline наскальні типи, як найдавніші хронологічні типи, вважалися менш визначеними порівняно з молодшими хронологічними типами (наприклад, наскальне мистецтво із зображенням тварин Сахари, яке можна хронологічно наблизити до певного періоду часу).  Отже, було розроблено два типи хронології (тобто висока хронологія, низька хронологія). 
Дату створення наскального мистецтва Бубалін було наближено до пізнього періоду плейстоцену або раннього періоду голоцену, використовуючи залишки глини, марганцю та оксиду заліза в темній патині.  Вважалося, що скельні стіни виникли після 9200 р. н.е. і до 5500 р. н.е. з використанням речовин органічного походження, знайдених у глибині скельних стін.  Мистецтво Курта Єгипту, на якому зображені неприборкані тварини, оцінюється як мінімум у 15 000 BP; це було використано як додаткове значення для наскального мистецтва Бубалін, датованого задовго до 10 000 років до нашої ери. 
Хоча наскальне мистецтво Кел Ессуфа і наскальне мистецтво Бубалін не було знайдено шарами один над одним, на додаток до наскального мистецтва Кел Ессуфа, знайденого в темному відтінку патини, воно було знайдено шарами під наскальним мистецтвом Round Head.  Через багатошаровість та мистецьку спільність між наскальним мистецтвом Кель Ессуфа та наскальним мистецтвом круглої головки Центральної Сахари, вигравіруваний наскельний малюнок Кел Ессуфа вважається художнім попередником наскального мистецтва з круглою головою. 
Довіру до високого літочислення дають декоративно детальна сахарська кераміка, датована 10 726 р. до н.е.  Шпатель та літні шліфувальні знаряддя із залишками охри на них, що є свідченням розпису, були знайдені в кам’яному укритті Акакус із наскальним зображенням круглої голови.  Фарба з наскального мистецтва Round Head в регіоні (наприклад, Акакус) Лівії також була випробувана і датована 6379 роком до нашої ери.  Загалом вони демонструють продовження традиції наскельного мистецтва круглої голови аж до скотарського періоду. 
На основі 13 зразків осаду з підлоги безпосередньо біля або біля стін наскального мистецтва Round Head в Сефарі та Ti-n-Tazarift та визначених за допомогою методу датування оптично стимульованої люмінесценції, наскальне мистецтво Round Head, можливо, було створено в середині голоцену. і може мати кінцеву дату від 9 000 до 10 000 BP.  Більшість вчених дотримуються думки, що від 9500 до 7500 років до 7500 років рок-художники Round Head створювали наскельне мистецтво Round Head. 

## Клімат
Від 60 000 до н.е. або 40 000 до 20 000 н.е. існувала атеріанська культура .  У період з 16 по 15 тисячоліття до нашої ери середовище було вологим.  Від 20 000 до 13 000 BP існувала різноманітна кліматична система.  Високогірні райони з горами були значно більш вологими, ніж низькогірні райони без гір, що призвело до змін клімату.  У високогірних регіонах випадало значне число опадів, у міру розвитку озер, тоді як у регіонах з низькими висотами спостерігалися випадки значної сухості.  У пізньому періоді плейстоцену, з його різноманітною кліматичною системою, гірське середовище залишалося достатньо вологим, що дозволяло підтримувати життя тварин, рослин і людей. 

## Походження наскельного мистецтва з круглою головою

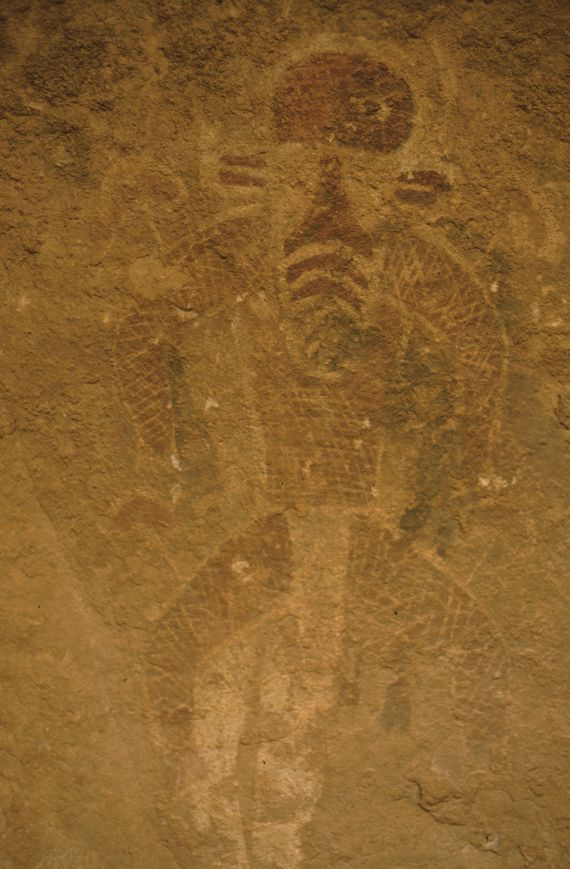
Фігура з круглою головою в масці в стилі бербері

Морі (1967) вперше висунув гіпотезу про те, що наскальне мистецтво Round Head походить від наскального мистецтва Кела Ессуфа в регіоні Акакус; ця гіпотетична еволюція одного типу наскального мистецтва в інший отримує підтримку завдяки тому, що наскальне мистецтво з круглою головою було накладено на наскальне мистецтво Кела Ессуфа в Тадрарті в Алжирі.  Стан наскального мистецтва з круглою головою на наскальному мистецтві Кела Ессуфа накладається на те, що наскальне мистецтво Кел Ессуфа хронологічно передує наскальному мистецтву круглої голови, а також сприймається як модель розвитку, від більш простих деталізованих гравюр Кела Ессуфа до більш складних (наприклад,, пальці) Кругла голова картини.  Mori (1967) знайшов постійну підтримку у Hallier & Hallier (1999) та Streidter et al. (2002 – 2003 рр.). 
Вражаючі подібності між наскальними формами Кел Ессуфа і Кругла Хеда, а також схожість форми включають такі помітні риси: форми у формі «півмісяця», з’єднані з плечем (плічками), вигравірувані форми у формі «напівмісяця». місяць» біля «фігур», форми, що несуть луки та палиці, а також роги на вершинах форм Кель Ессуфа, які за конфігурацією схожі на форми круглої голови (наприклад, форма, положення).  У зв’язку з відсутністю цих подібностей у пасторальних наскельних формах, ці подоби можна вважати культурними особливостями, унікальними для мисливців-збирачів, які створили наскельні форми Кел Ессуф і Раунд Хед. 
Культурною особливістю, унікальною для наскального мистецтва Кела Ессуфа, на відміну від наскального мистецтва з круглою головою, є форми пеніса; ці форми статевого члена або додаткові придатки можуть вказувати на чоловічу приналежність і можуть бути відсутні в наскальному мистецтві з круглою голівкою через табу.  Окрім цієї відсутності, наскальне мистецтво Кела Ессуфа та круглої голови в основному складається з чоловічих форм мистецтва. 
Порівняльний аналіз наскального мистецтва Тассілі-н'Аджєр і Джадо прийшов до висновку, що наскальне мистецтво з круглою головою Джадо було попередником наскального мистецтва з круглою головою в Тассілі-н'Аджєр.  З еннерісом гірського району Джадо як його походженням, творці наскального мистецтва з круглою головою Джадо мігрували з Джадо в Тассілі і, як продовження художньої традиції Джадо, створили наскальне мистецтво з круглою головою Тассілі н' Ajjer. 
Вважається, що «наскеле мистецтво з круглою головою» в горах Джадо на півночі Нігеру, або Кель Ессуф, дуже схоже на наскальне мистецтво Круглоголового в регіоні (наприклад, Тадрарт, Тассілі) в Алжирі та на деякі види мистецтва в регіон (наприклад, Акакус) Лівії; отже, це розглядається як показ того, що мисливські товариства, які створили це наскальне мистецтво, мали ту саму культурну одиницю та культурну ідеологію, хоча й мали культурні різновиди, унікальні для кожної області. 
У той час як наскальне мистецтво з круглою головою зустрічається в меншій кількості в гірських регіонах (наприклад, Тадрарт, Акакус) Алжиру та Лівії, найбільше воно зустрічається в районі плато Тассілі.  Попередники наскального мистецтва з круглою головою, можливо, виникли в гірському північному районі (наприклад, Adrar Bous, Air) Нігеру.  Ці території розглядаються як археологічно схожі (наприклад, кераміка).  Неприручена флора і тварини використовувалися в епіпалеолітичних і мезолітичних культурах мисливців-збирачів між 10 000 BP і 8000 BP, а також 8800 BP і 7400 BP.  Виходячи з дат, отриманих для кераміки в Північній Сахарі (8-е тисячоліття до нашої ери), Тібесті (8949 BP), Лівії (8950 BP) і Тин Ханакатені (9420 BP), ядро для найдавнішої кераміки Сахари може ймовірно, були в спільному регіоні (наприклад, Тассілі, Ейр, Адрар Боус ) Нігеру та Алжиру.  Рок-виконавці Round Head, можливо, виникли в цій головній області, і, можливо, мали культурну практику асоціації на великі відстані між іншими рок-митцями Round Head.  Поява та поширення кераміки в Сахарі може бути пов’язано з походженням наскального мистецтва «Кругла голова» і «Кел Ессуф», які займають укриття в тих самих регіонах (наприклад, Джадо, Акакус, Тадрарт ), а також мають спільну схожість (наприклад,, риси, форми) один з одним. 

## Наскельне мистецтво з круглою головою та мисливці-збирачі

### Наскельне мистецтво з круглою головою
Наскальне мистецтво з круглою головою є найдавнішим наскаленим мистецтвом у Центральній Сахарі.      У Центральній Сахарі наскальні зображення круглої голови налічують до кількох тисяч зображень.  У регіоні (наприклад, Тассілі, Тадрарт) Алжиру та регіоні (наприклад, Акакус) Лівії є щонайменше 149 намальованих зображень тіла, 85 зображень тримачів палиці, 77 зображень рогатих і 34 зображення носіїв лука, які були визнані.  У регіоні Тассілі є щонайменше 55 зображень із нарукавними пов’язками, 43 зображення з рисами, схожими на форму «Т», 22 пов’язані та 20 роз’єднаних форм у формі «півмісяця» та 7 зображень «Великий Бог». .  Мистецтво Круглого серця Тассілі-н'Аджєр розташоване в урбаністичних літичних комплексах (наприклад, скельні укриття, скельні арки, скельні каньйони).  Останній період наскальних зображень круглої голови характеризувався як негроїдний (наприклад, домінантна нижня щелепа, великі губи, округлий ніс).  Чітке зображення єдиної прирученої корови, створене в стилі наскального мистецтва з круглою головою, може слугувати доказом для деяких мисливців-збирачів, які створили наскальне мистецтво круглої голови, перейнявши культуру скотарства від нових скотарів. 

### Мисливці-збирачі
Мисливці-збирачі Центральної Сахари, наприклад, з регіону Акакус, мали відчуття монументальності.  У той час як пам’ятники архітектури, які використовуються для проживання або ритуалу, відсутні в Центральній Сахарі на початку голоцену, наскальне мистецтво з круглою головою можна розглядати як монументальне наскальне мистецтво Центральної Сахари в середині раннього періоду голоцену.  Імовірність існування мисливців-збирачів, які не створювали жодного наскального мистецтва в Центральній Сахарі, також була порушена раніше. 
Творці наскального мистецтва Кругла голова володіли смаглявою шкірою .       Темношкірі етнічні групи, які створили наскальне мистецтво «Кругла голова», відрізнялися від берберів - туарегів .   Туареги, які довго мешкали в цьому ж районі, також визнали наскальне мистецтво круглої голови як творіння чорношкірих людей, які давно проживали в регіоні Тассілі.  Темний колір шкіри мисливців, які створили наскальний малюнок з круглою головою, був підтверджений шляхом тестування зразків шкіри, взятих з людських останків, розташованих в регіоні Акакус в Лівії та регіоні Тассілі в Алжирі. 
В районі Акакус, у кам’яному притулку Уан Мухуггіаг, була дитина-мумія (5405±180 п.о.) та доросла (7823±95 п.о./7550±120 п.о.).  У регіоні Тассілі- н'Аджєр, у кам'яному притулку Тін Ханакатен, була дитина.  На основі дослідження мумії дитини Уан Мухуггіаг і дитини Тін Ханакатен, результати підтвердили, що ці народи Центральної Сахари епіпалеолітичного, мезолітичного та пастирського періодів мали темну шкіру .  Соукопова (2013) таким чином робить висновок: « Остеологічне дослідження показало, що скелети можна розділити на два типи, перший мелано- африканський тип із деякими середземноморськими спорідненістю, інший — міцний негроїдний тип. Тому чорні люди різної зовнішності жили в Тассілі і, швидше за все, у всій Центральній Сахарі ще в 10 тисячолітті до нашої ери»  .

#### Історія культури
На початку 10-го тисячоліття до нашої ери, в епіпалеоліті, стіни скельних укриттів використовувалися як фундаменти для протосільських хат, в яких проживали родини, а також вогнищ, які могли бути придатними. для рухомого способу життя напівосілих епіпалеолітичних мисливців-збирачів.  Епіпалеолітичні мисливці-збирачі побудували просту кам’яну стіну, датовану 10 508 ± 429 кал. н.е.  У 10 тис. до нашої ери епіпалеолітичні мисливці-збирачі певною мірою займалися обробкою флори і були фахівцями з використання берберійських овець.  Хоча нечасто, але використовувалися також кераміка та літичні комплекси.  Мисливці епіпалеоліту особливо полювали на берберійських овець, серед інших тварин, а також використовували кераміку та основні літні конструкції від 10 000 до 8800 років до нашої ери.  Мисливці епіпалеоліту, які володіли витонченою громадською організацією, а також винятковими кам’яними знаряддями праці та керамікою, створили наскальне мистецтво «Кругла голова».  У ранній період голоцену мисливці епіпалеоліту та мезоліту, які створили витончену матеріальну культуру ще 10 000 років до нашої ери , також створили вигравіруваний Кель Ессуф і розмальовану круглу голову. стилі наскального мистецтва, розташовані в регіоні Лівії, в регіоні  в Алжирі Нігерії та регіону  Нігеру .  
У регіоні Тадрарт Акакус у Лівії мисливці-збирачі, можливо, почали мешкати від 10 721 кал. до 10 400 кал.  Мисливці-збирачі жили в різних місцях Тін Торха.  На Сході Торха мисливці-збирачі використовували кістки, блискучі літні вироби, шкаралупу страусиних яєць і кераміку.  Флора також дедалі частіше використовувалася разом з літовими знаряддями, призначеними для шліфування, та керамікою, призначеною для варіння.  Найдавніший кістяний інструмент у Torha Two Caves датується між 9774 кал. 

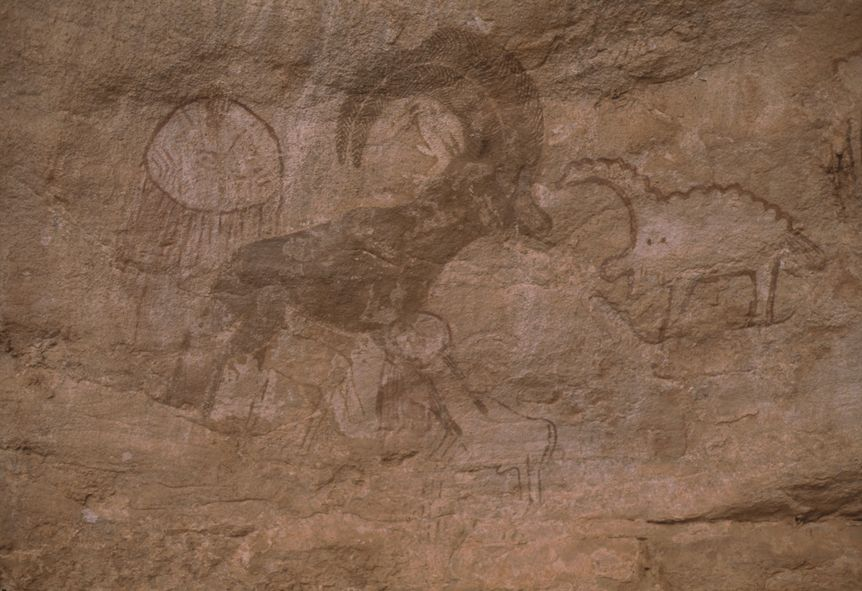
Зооморфні фігури, в тому числі берберійська вівця

Більшість кістяних знарядь знайдено на Сході Торха. Знаряддя з кісток походять із різних видів фауни.  Знаряддя з кістки з прикрасами, можливо, використовувалося як ручка для емблеми лідера.  Також є людська кістка, яка може бути ознакою втручання людини.  На вибраних кістках використовувалися різні методи зняття з використанням різних видів літового знаряддя, а також методи для формування кісткових знарядь.  Процес відбувався локально, і тип літового знаряддя, який використовувався в процесі формування кістяних знарядь, міг також використовуватися для подрібнення охри та обробки флори.  Прикраси з кістяних знарядь можуть відображати стиль і дизайн, які походять від плетіння кошиків, які можуть бути подібними до плетіння кошиків та дизайну кераміки, знайденого в регіоні Акакус. 
Відмінні конструкції різних кістяних предметів, які були майстерно створені, розроблені та використані мисливцями-збирачами Тін Торха, могли служити маркерами колективної ідентичності, а створені кісткові предмети могли служити життєво важливою ціллю в торгівлі з іншими групами. 
На тлі ранньої Сахари наскельні художники Круглоголового, які мали витончену культуру та займалися полюванням і збиральництвом, також розробляли кераміку, використовували рослинність і керували тваринами.  Культурне значення пастуших берберійських овець показано через їх присутність у наскальному мистецтві круглої голови по всій Центральній Сахарі.  Барберійські вівці були загороджені в закритих літичних зонах поблизу печери Уан-Афуда.  Від 9500 років до нашої ери це тривало до початку пастирського неоліту в Сахарі.  Між 7500 р. до н.е. і 3500 р. до н.е., серед Зеленої Сахари, розводили, зберігали та готували неприборкану флору центральної Сахари, а приручених тварин доїли та управляли мисливцями-збирачами поблизу кам’яного притулку Такаркорі, який є репрезентативним. ширшої Сахари; це тривало до початку пастирського неоліту в Сахарі. 
Між 8800 до 7400 років до нашої ери мезолітичні мисливці-збирачі полювали на різних тварин і використовували численні технології шліфування каменю та кераміки з метою покращення загальної кількості зібраної неприборканої рослинності.  Серед мисливців-збирачів мезоліту існувало використання кераміки, що пов’язано з посиленим заселенням і набуттям неприборканої рослинності, а також значним використанням літового шліфувального знаряддя між 8800 р. н.е. і 7400 р. н.е.  В Мезолітичних поселеннях мисливців-збирачів у Уан-Афуді були залишки кошиків із неприборканою рослинністю та шнурами, які датуються між 8700 і 8300 роками до нашої ери. 
До міграції пастухів великої рогатої худоби в Джебель-Увейнат між 4400 р. до н.е. і 3300 р. до н.е. африканські мисливці-збирачі, створили наскальне зображення з круглою головою в Джебель-Увейнаті . 
Оскільки Зелена Сахара стала пустелею, офіційне завершення картин з круглою головою відбулося до 3000 років до нашої ери. 

## Етнографія
Наскальне мистецтво круглої голови Тассілі та навколишніх гірських районів має значну схожість з традиційними африканськими культурами на південь від Сахари .  Оскільки одним з основних аспектів африканських культур на південь від Сахари є їх консервативні цінності, незважаючи на зміни в матеріальній економіці, основні цінності залишаються. 
Традиційні африканські культури на південь від Сахари мають помітну схожість із наскальним мистецтвом круглої голови.  Наприклад, чоловіки переважно беруть участь у первинних церемоніях традиційних африканських культур на південь від Сахари, тоді як жінки не можуть ані отримати глибоке сакральне розуміння, ані брати участь у багатьох церемоніях.  Церемонії в африканських країнах на південь від Сахари, які проводяться переважно чоловіками, а духовні знання зберігаються за чоловіками, які були ритуально ініційовані культурно, відповідає тому, що 95% зображень наскального мистецтва з круглою головою є чоловіками. 
Маски є регулярною темою як наскального мистецтва Round Head, так і сучасних африканських культур.  Обмеженій групі чоловіків дозволяється фізичний контакт із таємними масками.  Повторне зафарбовування наскального мистецтва з круглою головою в Тассілі подібне до повторного зафарбовування молодих чоловіків-посвячених у притулках Малі серед народу догонів . 
Важливим аспектом для молодих чоловіків і жінок, в Африці, є малювання тіла.  Символіка малювання тіла регулярно використовується з метою просити духів про покращення репродуктивної здатності та безпеки.  Молоді посвячені чоловіки отримують духовну емблему палиці на позначення миру і мудрості; після цього чоловіки, які були посвячені, отримують зарезервовану мисливську емблему лука.  Традиційні культури країн Африки на південь від Сахари регулярно використовують емблеми рогів.  Для порівняння, наскельне мистецтво з круглою головою, можливо, було створено у спеціально вибраних скелях, шляхом ініціації осіб, які проходили церемоніальні обряди.  Як і нігерієць Сонгхай, який носив великі кільця на середніх пальцях, щоб забезпечити безпеку від сил, які можуть завдати шкоди та злих духів, стрічки, які носять 90% чоловіків у стилі рок-музики Round Head, можливо, носили, щоб забезпечити подібний вид духовної безпеки. . 
У перформативних ролях жінок є значні спорідненості між жителями Африки на південь від Сахари та наскальним мистецтвом Round Head.  Наприклад, у багатьох традиційних африканських культурах на південь від Сахари чоловіки зазвичай є головними церемоніальними лідерами, а жінки зазвичай виконують другорядні, але, тим не менш, найважливіші функції в рамках церемоній.  Чоловіки зазвичай є головними дійовими особами в центральних церемоніях різного призначення, а жінки є другорядними акторами, які вносять свій музичний, вокальний і ритмічний внесок.  У той час як чоловіки психологічно захоплюються, за допомогою танцю жінки надають допомогу чоловікам.  Обряди першого менструального циклу є прикладом церемоній, де жінки є головними дійовими особами.  Порівняно, церемоніальні зображення в наскальному мистецтві з круглою головою зображують жіночі людські образи, що тримають палички та округлі форми, з’єднані з руками. 

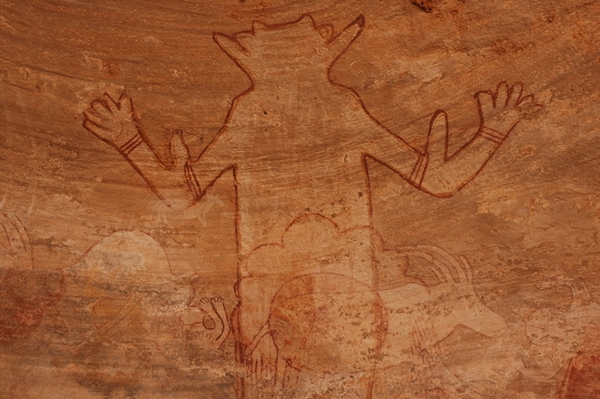
Великий Бог

Спільні риси наскального мистецтва з круглою головою та африканських культур на південь від Сахари включають концепції пухоголових тварин і могутніх божеств.  Пухоголові тварини, які з’являються в південноафриканському наскальному мистецтві і зображують шаманське жертвоприношення тварин з’являються в наскальному мистецтві круглої голови.  У наскальному мистецтві з круглою головою Тассілі могутні божества зображені в центрі стін укриття.  Порівняно, в африканських культурах скелі та печери регулярно розглядаються як населені духами, а вражаючі гори високої висоти, які регулярно розглядаються як житло божественного . 
Значна спільна риса, яка відсутня в сучасних культурах Північної Африки, можна знайти між картинами «Кругла голова» та сучасними африканськими культурами на південь від Сахари.  Вважається, що сахарська кераміка має явну схожість з найдавнішою керамікою, знайденою в Дженне-Дженно, яка датується 250 роком до нашої ери.  Егалітарна цивілізація Дженне-Дженно, ймовірно, була заснована прабатьками манде народу Бозо, що охоплювала період з 3-го століття до нашої ери до 13-го століття нашої ери.  Маски, знайдені на картинах з круглою головою, дуже схожі з масками, знайденими в сучасних африканських культурах на південь від Сахари.  Серед інших частин Африки на південь від Сахари, але особливо в Малі, Нігері та Чаді, демонструється консервативність традиційних африканських культур на південь від Сахари; символіка, знайдена на картинах з круглою головою, також зустрічається в цих культурах, що може бути ознакою культурної спадкоємності. 
За винятком зображених форм мистецтва жирафа, зображених образів мистецтва неприборканих тварин, тварин, які були улюблені для полювання, і ситуацій полювання, відсутні в наскальному мистецтві Круглоголового в Джебель-Увейнаті.  Швидше, наскальне мистецтво з круглою головою в Джебель-Увейнат складається в основному з людських форм мистецтва, причому лучники, які володіють луками і стрілами, становлять 9% загального наскального мистецтва.  Деякі частини поліхромних форм людського мистецтва, які, можливо, мали прикраси тіла, були червоного кольору, а інші частини були білого кольору. .  Хоча, ймовірно, більше, щонайменше 43% наскального мистецтва Round Head у Jebel Uweinat зображують традиційний африканський танець . 
Як і в традиційних африканських культурах, деякі форми людського мистецтва могли мати модифікації тіла та зачіски.  2% загального людського мистецтва  мають руки та пальці, а деякі, можливо, мали зімкнуті кулаки.  Людські образи зазвичай зображувалися як фігури з товстими м’язовими руками і ногами.  Людські форми мистецтва складалися як з чоловіків, так і з жінок, хоча загалом жінок нараховувалося до дев’яти.  Деякі аспекти наскального мистецтва, хоча все більш рідкісні, могли зображати матір та її дітей.  Можливо, також було зображено двох надприродних осіб. 
Із 146 різних способів зображення людського мистецтва 35% мали симетричні руки і стояли, 16% були з асиметричними руками і стояли, 16% були зігнутими на колінах, 11% мали одну ногу, 11% бігали, 10% стояли на колінах і сиділи, а 1% стрибали або ходили навшпиньки. 
Серед образів людського мистецтва з симетричною зброєю є особи, зображені в боєготових позах.  Є також особи, зображені в «позі А» – найпоширеніший із зображень, розміщених у наскальному мистецтві Round Head в Увейнаті, яке в західноафриканському мистецтві несе значення людини, яка жива на відміну від людини. мертвий, а в африканському танці — це, як правило, вихідна позиція, що несе значення необмеженої виразної можливості.  Серед образів людського мистецтва з асиметричними руками один чоловік зображений з витягнутою рукою і стиснутим кулаком, а інша рука відведена назад для наступного удару.  Існує також зображена ситуація, коли дорослий захищає двох дітей. 
Серед образів є люди які присіли.  Ці зображені особи можуть зображати, як це зустрічається в Африці на південь від Сахари та серед африканської діаспори, набір традиційних африканських танцювальних технік, відомих як « спускатися ».  Існує також ситуація, що зображує африканський танець і, ймовірно, за участю людини елітного зросту.  Найпомітнішою з ситуацій людського мистецтва зігнутих на колінах є зображення двох танцюючих людей з білими ореолами навколо їхніх голов, які можуть означати досягнення певного психологічного/духовного стану в результаті енергійного, ритмічного африканця. танцювати . 
Серед вільних людських форм мистецтва на одній нозі є зображення африканського танцю, що включає рухи присідання й удари.  Дві жінки із зачісками- шиньйонами, які, можливо, були хореографією африканських танцювальних рухів.  Серед видів мистецтва людини є особини з шиньйонами.  Серед образів мистецтва людей, що стоять на колінах і сидячи, є більше людей, зображених сидячими, ніж стоячими на колінах. 

## Спадщина
Існує велика кількість стародавнього мистецтва  ) в алжирських Тадрарт і Тассілі, а також у лівійських регіонах Акакус Сахари.  Спочатку регіон був заселений збирачами та мисливцями в 10 000 BP , а потім був заселений скотарями в 7 500 BP , що дало початок скотарству в регіоні.  Скотарі великої рогатої худоби та овець, які колись займали вищі місцевості у 7500 р.н., через посилення опустелювання, ймовірно, мігрували в нижчі піднесені райони для поселення неповний робочий день до 5000 р.н.  Скотарі після 5000 р. н.е. займали вищі й нижчі піднесені території на сезонній основі і володіли часто використовуваними літніми шліфувальними знаряддями, керамікою і, з більшим використанням, віддаленими ресурсами. 
Оскільки скотарство в Сахарі існувало з 7500 р. до н.е., мисливці та пастухи Центральної Сахари,о, жили разом на спільній території протягом тривалого періоду часу.  Опустелювання, можливо, призвело до міграції з регіону Центральної Сахари, де розташовані картини з круглою головою, до озера Чад і дельти Нігеру.  У той час як деякі мігрували на південь від Сахари, інші мисливці-збирачі Центральної Сахари, можливо, взяли звичай скотарства .  З огляду на можливість виділитися в суспільстві, розвивати надлишок їжі, а також набувати й накопичувати багатства, це призвело до того, що деякі мисливці-збирачі Центральної Сахари перейшли на домашнє скотарське господарство. 
Міграція мисливців-збирачів і скотарів із Центральної Сахари відбулася, коли Зелена Сахара зазнала опустелювання в 4000 р. н.е.  Сезонні водні шляхи були ймовірним міграційним шляхом до річки Нігер  та басейну Чаду .   Життя в регіоні Сахеліан почало з’являтися після того, як перестали використовуватися давно заселені поселення та місця поховання північного регіону Нігеру.  Міграція народів підтверджується за допомогою кераміки під впливом Сахари, яка з’являється в регіоні Сахелі. 
Вже в 2500 р. до н.е.  Мисливців-збирачів із Центральної Сахари в кінний період Центральної Сахари Геродот ідентифікував як « айфіопські троглодити »,  яких, як вказується, переслідував Гарамант.   Всупереч поширеному академічному міфу про північноафриканців , які брали участь у захопленні, поневоленні та торгівлі західноафриканськими колісницями на південь від Сахари під час класичної античності, між суб. - Західноафриканці Сахари та північноафриканці. 